# Pijn op de borst
Pijn op de borst (afkorting:pob) is een symptoom dat bij veel ziektebeelden voorkomt. Vaak wordt pijn op de borst gekoppeld aan ernstige hartaandoeningen. Dit hoeft natuurlijk niet altijd het geval te zijn.

## Oorzaken

### Cardiaal
- Angina pectoris
- Hartstilstand
- Myocardinfarct

### Chirurgisch
- Operatie in de thorax
- Gebroken rib

### Gastro-enterologisch
- Oesofageale reflux
- Oesofaguscarcinoom
- Gastritis
- Oesofagitis

### Pneumologisch
- Bronchuscarcinoom
- Pneumonie
- Longembolie
- Pneumothorax
- Tuberculose

### Psychologisch
- Angst
- Hyperventilatie
- Hypochondrie
- Pijnstoornis
- Somatisatiestoornis
- Stress

### Overig
- Syndroom van Tietze
- Kramp in de borstspier
- Gescheurde borstspier
- Klap op de borst
- Borstgroei (vooral bij vrouwen kan dit pijnlijk zijn[bron?])
- Medicatie
- Gekneusde rib